# خافي مارتينيز

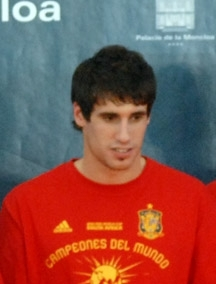
خافي مارتينيز

خافيير مارتينيز أخيناغا، من مواليد 2 سبتمبر 1988 في نافارا في إسبانيا، لاعب كرة قدم إسباني يلعب حالياً في نادي قطر.
وصل إلى نادي اثليتيك بلباو في عام 2006 وفرض نفسه ليكون ضمن التشكيلة الأساسية ولعب معهم 251 مباراة خلال ستة أعوام سجل فيها 26 هدفا
كان ضمن تشكيلة منتخب إسبانيا الحاصلة على بطولة أمم أوروبا 2012
انتقل في أغسطس 2012 إلى نادي بايرن ميونخ الألماني مقابل 40 مليون يورو وهي أغلى صفقه في تاريخ الدوري الألماني. حقق مع ناديه بايرن ميونيخ دوري أبطال أوروبا 2019–20.

## مسيرته
ولد مارتينيز في إستيلا، نافارا ونشأ في قرية أيجوي القريبة؛ كان لاعب كرة سلة واعدًا في شبابه. وقع لنادي أتلتيك بلباو في صيف عام 2006 مقابل 6 ملايين يورو وكان يبلغ من العمر 17 عامًا قادما من نادي الدوري الإسباني أوساسونا، على الرغم من أنه لم يلعب أي مباراة مع الفريق الأول؛ لكنه سجل ثلاثة أهداف في 32 مباراة مع أوساسونا ب.
بدأ العب كقلب دفاع في آخر موسم له مع النادي تحت قيادة مارسيلو بيلسا ليقدم أداء ملفت ورائع ويهتم به العديد من الأندية أهمها برشلونة ومانشستر سيتي وبايرن ميونخ.